# Colonia Aborigen Chaco
Colonia Aborigen Chaco est une localité argentine située dans la province du Chaco et dans les départements de Veinticinco de Mayo et Quitilipi.